# 古剑奇谭系列角色列表
本列表列出的是古剑奇谭系列中登场的角色，有一部分角色可能与中国神话中的人物重名，因为古剑奇谭系列的世界观为架空的历史设定，取材于《山海经》。

## A

### 阿阮
阿阮是古剑奇谭 永夜初晗凝碧天中的第二女主角。名字是謝衣取的，身分是上古神劍昭明劍心的碎片之一。結局與夏夷則一起尋找治療靈力流散的方法。

### 阿翔
阿翔是古剑奇谭 琴心剑魄今何在中的角色。主角百里屠苏饲养的一种名为海东青的鸟类，因受伤被百里屠苏所救。

### 安尼瓦尔
安尼瓦尔是古剑奇谭 永夜初晗凝碧天中的角色。捐毒大将兀火罗之长子、乐无异的哥哥。现为狼缇首领，称作“狼王”。

## B

### 百里屠苏
百里屠苏是古剑奇谭 琴心剑魄今何在中的男主角，南疆乌蒙灵谷大巫祝韩休宁之子、昆仑山天墉城紫胤真人门下弟子。“古剑奇谭 琴心剑魄今何在”中，“剑魄”指的就是百里屠苏。

幼时乌蒙灵谷遭灭门时，其母韩休宁将古剑焚寂中太子长琴的命魂及四魄封印到被杀死的韩云溪体内将其复活，但因他自身的魂魄缺失失去了部分记忆。拜入紫胤真人门下后取名百里屠苏。

### 北洛
北洛是古剑奇谭三：梦付千秋星垂野中的男主角，魔域天鹿城辟邪族之王。妖族中的大妖。
幼时因王位之争，被长老会赶出天鹿城，流落民间被人族收养。后因兄长先王玄戈临终托孤，在王妃霓商辅佐下处理辟邪族政务，成为辟邪王。因魔族入侵，天鹿城大阵将被攻破，得古剑太岁，同时前往人间寻找解决之法。

## C

### 茶小乖
仰慕百里屠蘇的八卦女孩，在各個城鎮都能見到她的身影。
在古劍奇譚2中變成了一個小男孩，身邊帶著一隻叫做師父的鹿。
在古劍奇譚3中變回女孩，並常在各個城鎮中出沒

### 蚩尤
蚩尤是上古人物，安邑部族长。持有胞弟襄垣所铸始祖剑“断生”，后伏羲灭安邑城，蚩尤也于此役中身故，後身隕入魔，成為「魔帝」。曾被赤水女子獻關押在九天封靈鏡中，後逃回魔域。

### 楚蝉
楚蝉是百里屠蘇(韓雲溪)幼時的青梅竹馬。

## F

### 方兰生
方兰生是古剑奇谭 琴心剑魄今何在中的男主角。琴川方家人，晋磊转世。在DLC彼岸浮燈篇中跟孫月言結婚，生了一個女兒。

### 风广陌
风广陌古剑奇谭 琴心剑魄今何在中的角色。地界幽都人，幽都娲皇神殿十巫之巫咸。风晴雪的哥哥。

乌蒙灵谷遭灭门时受伤失忆，后被欧阳少恭所救，因失忆便被放了一条生路，又因放荡不羁、嗜酒如命，取名尹千觞。

### 风晴雪
风晴雪是古剑奇谭 琴心剑魄今何在中的女主角，地界幽都人。为寻找失散的亲人（哥哥）而遇到百里屠苏。

### 风琊
风琊是古剑奇谭 永夜初晗凝碧天中的角色。流月城贪狼祭祀。

### 芙蕖
芙蕖是古剑奇谭 琴心剑魄今何在中的角色。昆仑山天墉城弟子、百里屠苏师妹，后成为昆仑山天墉城妙法长老。

### 傅清姣
傅清姣是古剑奇谭 永夜初晗凝碧天中的角色。乐无异的养母。

## H

### 黄帝
姬轩辕（黄帝）是古剑奇谭三：梦付千秋星垂野中的男性主要角色。上古人族有熊部落族长，曾经前往崆峒山拜访广成子求索修仙之道，后为镇压魔气，逝世后以梦境域主之元神形态存在，协助主角北洛对抗西陵的复仇亡灵。

### 韩休宁
韩休宁是古剑奇谭 琴心剑魄今何在中的角色。南疆乌蒙灵谷大巫祝，百里屠苏（韩云溪）之母。對子嚴厲。

### 韩云溪
韩云溪是古剑奇谭 琴心剑魄今何在中的角色。幼时的百里屠苏。

### 红珊
紅珊是古剑奇谭 永夜初晗凝碧天中的角色。夏夷則的親娘, 原為海底鮫人, 因愛上聖元帝而接受秘法, 以無法返回海裡的代價換取留在地上的能力, 後來夏夷則被人發現半妖的身份, 而被聖元帝軟禁於慈恩寺中，最後被聖元帝下令處死.

### 红玉
红玉是古剑奇谭 琴心剑魄今何在中的角色。原为远古庆枫部人，现在是古剑红玉的剑灵，主人為天墉城紫胤真人。

### 华月
华月是古剑奇谭 永夜初晗凝碧天中的角色。流月城廉贞祭司。

### 黄天霸
黄天霸是古剑奇谭 琴心剑魄今何在中的角色。女，翻云寨新寨主。

## J

### 寂如
寂如是古剑奇谭 永夜初晗凝碧天中的角色。古劍奇譚二代神秘少女的叔叔。於慈恩寺修行，是一位得道高僧，亦為慈恩寺住持。在神秘少女的指示下對三皇子夏夷則設局，於夏夷則偕阿阮返回長安尋母時，將紅珊之死真相告知夏夷則，並將紅珊遺物交予夏夷則。

### 寂桐
寂桐是古剑奇谭 琴心剑魄今何在中的角色。老去的蓬莱公主巽芳借寂桐之名，留在欧阳少恭身边，见证了欧阳少恭所做的一切错事却无法阻止。

最后寂桐服下雪颜丹与欧阳少恭在古蓬莱见面。欧阳少恭被百里屠苏击倒，蓬莱国废墟将塌，巽芳（由于雪颜丹的效用發作，此时的寂桐已经恢复原来巽芳的模样）与欧阳少恭一同相守在被焚寂之火引燃的蓬莱国废墟中。

### 贺文君
贺文君是古剑奇谭 琴心剑魄今何在中的角色。孙月言前世、晋磊师傅的独女、晋磊的师妹，与晋磊订婚。

自己父亲（晋磊的师傅）被叶家所害，晋磊为复仇，与叶家女儿叶沉香成婚，其间贺文君劝说未果最终悲伤病亡。临终前将自己的一魂一魄注入青玉司南佩中保护晋磊免受妖魔伤害；这个青玉司南佩同样也保护了晋磊的转世方兰生。故事最后，晋磊的转世方兰生与贺文君的转世孙月言生活在了一起。

### 姜离
姜离是襄鈴的母親。

### 瑾娘
江都花滿樓的主人，通曉「天眼」秘術，能夠卜算吉凶。

### 晋磊
晋磊是古剑奇谭 琴心剑魄今何在中的角色。方兰生前世。与师傅独女贺文君相恋并订婚。

师傅被叶家杀害后，他为了复仇，赢得叶家女儿叶沉香的好感并成婚，贺文君劝说未果最终悲伤病亡，最终晋磊屠殺叶家满门，但贺文君之死让他在江湖上大开杀戒，最终被几名好友联合杀死。

## L

### 雷严
雷严是古剑奇谭 琴心剑魄今何在中的角色。青玉坛武肃长老。想藉玉橫之力，獲得強大的力量，卻遭反噬，失去人形，最终身死秦始皇陵。

### 陵越
陵越是古剑奇谭 琴心剑魄今何在中的角色。昆仑山天墉城紫胤真人首徒、百里屠苏师兄；后成为昆仑山天墉城第十二代掌门。

### 砺罂
是古剑奇谭 永夜初晗凝碧天中的角色，魔族心魔，溜进流月城，寄生在矩木之上，用魔气污染流月城的居民可以使其前往人界，但动机不纯，是第一反派角色

### 洛云平
洛云平是古剑奇谭 琴心剑魄今何在中的角色。甘泉村村长，本身是妖，被人类养大，本是出于一片孝心奈何却被奸人所骗，让至亲之人沦为只知饮血食肉的怪物。

## O

### 欧阳少恭
欧阳少恭是古剑奇谭 琴心剑魄今何在中的角色。太子长琴的部分魂魄，青玉坛丹芷长老。古剑奇谭 琴心剑魄今何在中，“琴心”指的就是欧阳少恭。

由于欧阳少恭缺失命魂无法轮回，僅能靠渡魂存活。百年前偶遇蓬莱公主巽芳，并由于她所给的温暖，欧阳少恭与她一同生活。但蓬莱毁于天灾后，他更疯狂的寻找自己魂魄的缺失部分。

## Q

### 悭臾
悭臾是古剑奇谭 琴心剑魄今何在中的角色。是一只榣山边梦想成为应龙的水虺。因太子长琴抚琴而结识。百年后悭臾修成应龙，逍遥自在，随性妄为。于东海闯下祸事，为躲避天界追捕，逃入不周山中，后天柱倾塌。后为女神赤水女子献收为坐骑，永失自由。
後與赤水女子献路過赤水，發現魔族首領蚩尤與其他魔族，赤水女子献將蚩尤與魔族收入九天封靈鏡中，卻反而被逃脫回魔域。

## R

### 榕爷爷
襄鈴幼時生活的紫榕林的年長妖怪，十分照顧襄鈴，亦是森林裡種妖怪所尊敬的對象。

## S

### 沈曦
沈曦是古剑奇谭 永夜初晗凝碧天中的角色。沈夜的妹妹。因為礪罌附身在沈曦身上而被沈夜親手殺死。

### 沈夜
沈夜是古剑奇谭 永夜初晗凝碧天中的角色。流月城大祭司、紫薇祭司。

### 圣元帝
圣元帝是夏夷則的父親。

### 孙奶娘
孙奶娘是古剑奇谭 琴心剑魄今何在中的角色。琴川孙家的奶娘，从小将孙月言带大。方蘭生稱她為「天仙肥婆」。據她本人說法，年輕時的她有著如天仙般的美貌，但現在......?

### 孙月言
孙月言是古剑奇谭 琴心剑魄今何在中的角色。琴川富商孙家大小姐、贺文君转世。

因体弱多病，碰巧道士说有前世缘份未断，建议孙家在孙小姐十六岁时抛绣球招亲，碰巧砸到方兰生，后来方兰生逃离了琴川。故事最后，方兰生终于发现孙月言是贺文君转世，并想通，回到了孙月言身边，并与其生一女，取名沁儿（小名）。

## T

### 太子长琴
太子长琴是古剑奇谭 琴心剑魄今何在中的角色。为太古时代三界第一乐师，由火神祝融采榣山榣木制成七弦琴“凤来”，“凤来”化灵后被伏羲渡为仙身而来。

太子长琴在榣山抚琴所识一名为悭臾的水虺，300年后水虺成龙，于人间兴风作浪；伏羲派太子长琴前去制伏却不甚引发天柱倾塌……后被天界永除仙籍、贬下凡尘，其一魂四魄被龙渊工匠角离铸入剑中，取名焚寂。

### 团子
古剑奇谭 永夜初晗凝碧天中的角色，竹笋包子马戏团团长。

### 瞳
古剑奇谭 永夜初晗凝碧天中的角色，流月城七杀祭祀，曾活捉闻人羽的师傅程廷钧，并将其改造成十一号，最终死在闻人羽与程廷钧的配合下。

## W

### 闻人羽
闻人羽是古剑奇谭 永夜初晗凝碧天中的女主角。

### 兀火罗
兀火罗是樂無異、狼王的生父。

## X

### 夏夷则
是古剑奇谭 永夜初晗凝碧天中的角色，圣元帝之子，本名李焱。因其半妖血统，自幼被母亲送往太华观生活，道號逸塵。在寻找谢衣时结识了乐无异與聞人羽，是玩家操控的男二号，最后与阿阮为寻找解决灵力流失的方法而浪迹天涯。

### 谢衣
古剑奇谭 永夜初晗凝碧天中的角色，流月城破军祭祀，大祭司沈夜的徒弟，为流月城的生存问题与沈夜发生分歧，叛出流月城前往人界，造就了一代大偃师谢衣的传奇，后被沈夜在百年前捕获于西域，其造的偃甲人“谢衣”与乐无异结识，成为乐无异的师傅，在去西域探查神剑昭明消息时被沈夜斩去头颅，而百年前被捕获的谢衣被沈夜洗去记忆，以“初七”的身份再次登场，后因救乐无异于巫山神女墓坍塌而死

### 小黄
小黄是古剑奇谭 永夜初晗凝碧天中的角色。为一只幼年鲲鹏，竹笋包子杂耍团鲲鹏的孩子，平时呈小黄鸡模样。因贪吃误入乐无异的背包，此后由乐无异一直抚养，名字由闻人羽所取，但乐无异更喜欢叫它“馋鸡”。

### 襄铃
襄铃是古剑奇谭 琴心剑魄今何在中的女主角。青丘之国九尾狐与人类的后代。原本为一只金色狐狸。

### 襄垣
襄垣是上古人物，安邑部人，安邑部族长蚩尤胞弟。创“血涂之阵”，以身殉炉，铸始祖剑断生，成为始祖剑剑灵。

### 巽芳
巽芳是古剑奇谭 琴心剑魄今何在中的角色。古蓬莱国公主。由于蓬莱人懂得修行之法，寿命很长。十五岁时，巽芳偷跑到中原地区游玩，偶然结识了隐居的欧阳少恭，并成一段神仙眷侣的佳话。后来蓬莱天灾，欧阳少恭前去中原渡魂。二人就此错过，此后欧阳少恭一直以为巽芳已逝。

往后的故事请参考寂桐。

### 玄戈
玄戈是古剑奇谭三：梦付千秋星垂野中的配角，魔域天鹿城辟邪族的先王。辟邪先王玄戈在数年前与强大无比的始祖魔对战时，受了难以愈合的重伤。他的一双儿女年纪尚小，而辟邪不可无王，于是他在离世之前将王位托付给自己的孪生弟弟北洛，最终北洛成为辟邪王。

## Y

### 乐无异
乐无异是古剑奇谭 永夜初晗凝碧天中的男主角。呆萌属性，行动快于思维的少年，对留名百年的偃术大师谢衣十分崇拜。

### 叶沉香
叶沉香是古剑奇谭 琴心剑魄今何在中的角色。叶家大小姐，晋磊的妻子。

她对晋磊痴心一片，却没想到晋磊是为复仇才接近自己。最后晋磊屠得叶家满门，自然也没放过叶沉香。在秦始皇陵中，晋磊转世方兰生超度了化为厉鬼的叶沉香，数十年的恩怨就此消逝。

### 尹千觞
古剑奇谭 琴心剑魄今何在中的角色，原名风广陌，是风晴雪的哥哥，厭倦作為幽都巫咸的戒律生活，來到人間後為逃避而飲酒作樂，將自己改名為"尹千觞"，從此放蕩不羈。

### 禺期
古剑奇谭 永夜初晗凝碧天中的角色，为上古时期的大铸剑师，造出神剑昭明，后昭明损毁，为寻其原因而私自下界，铸古剑晗光，因晗光未成时即将崩坏，随投入火炉，以身造剑，成为晗光剑灵

### 玉泱
玉泱是古剑奇谭 琴心剑魄今何在中的角色。昆仑山天墉城第十二代掌门陵越唯一亲传弟子、十三代掌门时执剑长老。

## Z

### 紫胤真人
紫胤真人是古剑奇谭 琴心剑魄今何在中的角色。仙人、絕技是空明幻虛劍。昆仑山天墉城执剑长老、百里屠苏师傅。

紫胤真人有两名剑灵，分别是：红玉和古钧。

## 相关内容
- 古剑奇谭系列
- 古剑奇谭 琴心剑魄今何在
- 古剑奇谭 永夜初晗凝碧天
- 古剑奇谭三：梦付千秋星垂野

### 游戏内容
1. ↑  游戏中，翻云寨山洞剧情，百里屠苏向方兰生解释过：“阿翔是海东青”
2. ↑  游戏中，江都剧情，百里屠苏向风晴雪说过：“阿翔是在昆仑山上捡到的，它还小的时候，受伤落在了雪地里。”
3. ↑  游戏中，蓬莱剧情，欧阳少恭说：“将巫咸（风广陌）杀死，虽可报他坏我大事之仇，然而……倒不如亲眼一见~一位神圣高贵的巫祝渐渐堕为凡人，岂非更形美妙？”。
4. ↑  游戏中，紫榕林剧情，红玉向众人解释说：“他（指紫胤真人），是我的主人，我是他的剑灵。”、“昆仑山天墉城的紫胤真人剑术绝伦，爱剑成痴，集天下名剑数柄，其中一对双剑，即为古剑“红玉”
5. ↑  游戏中，蓬莱剧情，服下雪颜丹变回原来容貌的巽芳讲述：“……离开蓬莱之后……在中原苦苦寻你……找寻了很久很久……我不知道你会渡魂到什么样的人身上……当有一天……终于找到你时……巽芳……已经老了、难看了……我明白……夫君并不在乎表相容颜……但巽芳也只求能够陪在你的身旁……无论是以什么身份……可还记得……在欧阳家，你五岁生日时候收到一件非常喜欢的礼物……便是……我替你缝的小袄……”后，欧阳少恭恍然大悟得知。
6. ↑  游戏中，蓬莱剧情，服下雪颜丹变回原来容貌的巽芳讲述：“看着……你去到青玉坛……看着你为寻到另一边魂魄苦心筹划、杀人如麻……我却……无法阻止……”。
7. ↑  游戏中，蓬莱剧情，服下雪颜丹变回原来容貌的巽芳讲述：“我服下了‘雪颜丹’”。
8. ↑  游戏中，对此进行了多次暗示，如后来方兰生探望孙月言时，将她看成了贺文君、孙月言说“爹爹曾经请来一位厉害的先生给我批命，先生所言十分玄妙，他说……我上辈子死后投胎时，已少去了一魂一魄，这一世才会天生体弱”、叶沉香说方兰生所佩戴的青玉司南佩里“藏着一个人的一魂一魄…………大概，是那个叫贺文君的女人吧”
9. ↑  游戏中，蓬莱剧情，服下雪颜丹变回原来容貌的巽芳讲述：“在我……十五岁的那一年……瞒着父母离开蓬莱国，跑到中原去玩……”。